# Liste der Naturdenkmale in Untereisesheim
| Naturdenkmale | Anzahl |
| ------------- | ------ |
| FND           | 0      |
| END           | 1      |
| Gesamt        | 1      |

Die Liste der Naturdenkmale in Untereisesheim nennt die verordneten Naturdenkmale (ND) der im baden-württembergischen Landkreis Heilbronn liegenden Gemeinde Untereisesheim. In Untereisesheim gibt es insgesamt ein als Naturdenkmal geschütztes Objekt, das ein Einzelgebilde-Naturdenkmal (END) ist.
Stand: 1. November 2016.

## Einzelgebilde (END)
| Name                     | Bild | Kennung     | Einzelheiten   | Position | Fläche Hektar | Datum         |
| ------------------------ | ---- | ----------- | -------------- | -------- | ------------- | ------------- |
| 1 Mostbirnbaum           |      | 81250960001 | Untereisesheim | ???      | 0,0           | 18. Juli 1986 |
| Legende für Naturdenkmal |      |             |                |          |               |               |